# Joey Siu
Joey Siu Lam (tiếng Trung: 邵嵐; Hán-Việt: Thiệu Lam; sinh ngày 16 tháng 4 năm 1999) là một nhà hoạt động nhân quyền người Mỹ. Trong thời gian ở Hồng Kông với tư cách là sinh viên của Đại học Thành phố Hồng Kông, cô là người phát ngôn của Đoàn đại biểu Sự vụ Quốc tế bậc đại học Hồng Kông (HKIAD) và vận động hành lang quốc tế về các vấn đề nhân quyền trong thời gian xảy ra cuộc biểu tình tại Hồng Kông 2019–2020.

## Xuất thân
Siu sinh ra ở North Carolina vào năm 1999. Năm 7 tuổi, cô chuyển đến Hồng Kông và theo học tại trường trung học St. Mark's. Sau đó cô học tại Khoa Chính sách công và Khoa học chính trị tại Đại học Thành phố Hồng Kông. Trong thời gian học đại học, cô phục vụ trong Hiệp hội ngành Hành chính công lần thứ 34 và trở thành phó chủ tịch đối ngoại của Ủy ban Lâm thời của Hội Sinh viên Đại học Thành phố Hồng Kông vào ngày 3 tháng 6 năm 2019.

## Sự nghiệp
Trong các cuộc biểu tình ở Hồng Kông năm 2019–2020 phản đối việc Chính phủ Hồng Kông đưa ra dự luật dẫn độ Hồng Kông năm 2019, Siu là người phát ngôn của Đoàn đại biểu Sự vụ Quốc tế bậc đại học Hồng Kông (HKIAD), đây là cố gắng chung của các thành viên của các hiệp hội sinh viên của 12 cơ sở giáo dục bậc cao ở Hồng Kông phản đối dự luật dẫn độ ở mức quốc tế. Với vai trò là người phát ngôn, cô đã tới Vương quốc Anh, Hoa Kỳ, Đức và Thụy Sĩ để diễn thuyết và vận động phản đối dự luật dẫn độ.
Vào tháng 10 năm 2019, cô và một thành viên khác của HKIAD đã tới Frankfurt, Đức để gặp các thành viên Nghị viện Châu Âu để bàn luận về các biện pháp tiếp theo đối với các vấn đề nhân quyền của Hồng Kông. Vào ngày 6 tháng 11 năm 2019, Siu nhận lời phỏng vấn độc quyền với Conflict Zone của Deutsche Welle với tiêu đề "Hong Kong: Will violence kill the pro-democracy movement?" Được Tim Sebastian phỏng vấn, Siu trả lời trong cuộc phỏng vấn là cô đồng ý người biểu tình nên cố gắng sử dụng các biện pháp ôn hòa để bày tỏ yêu cầu của họ và cho rằng bạo lực không phải là giải pháp để ép buộc chính phủ đáp ứng yêu cầu của họ, nhưng cô không nghĩ hành động của người biểu tình đã nằm ngoài tầm kiểm soát. Khi Sebastian chất vấn cô về việc người biểu tình hành hung một người kháng nghị thân Trung Quốc 49 tuổi và đây có phải là "cách bạn đối xử với những người có quan điểm khác?", cô trả lời mà không nhìn Sebastian và nói, "ồ, dĩ nhiên đây không phải là một lối lý tưởng." Khi Sebastian trả lời cô, "lý tưởng? Bạn thậm chí còn không chỉ trích điều đó?" Siu nói "Chúng tôi không chỉ trích bất kỳ điều gì." Sau khi cuộc phỏng vấn được công bố, đã dẫn đến những cuộc bàn luận sôi nổi liên quan đến những phát biểu của Siu.

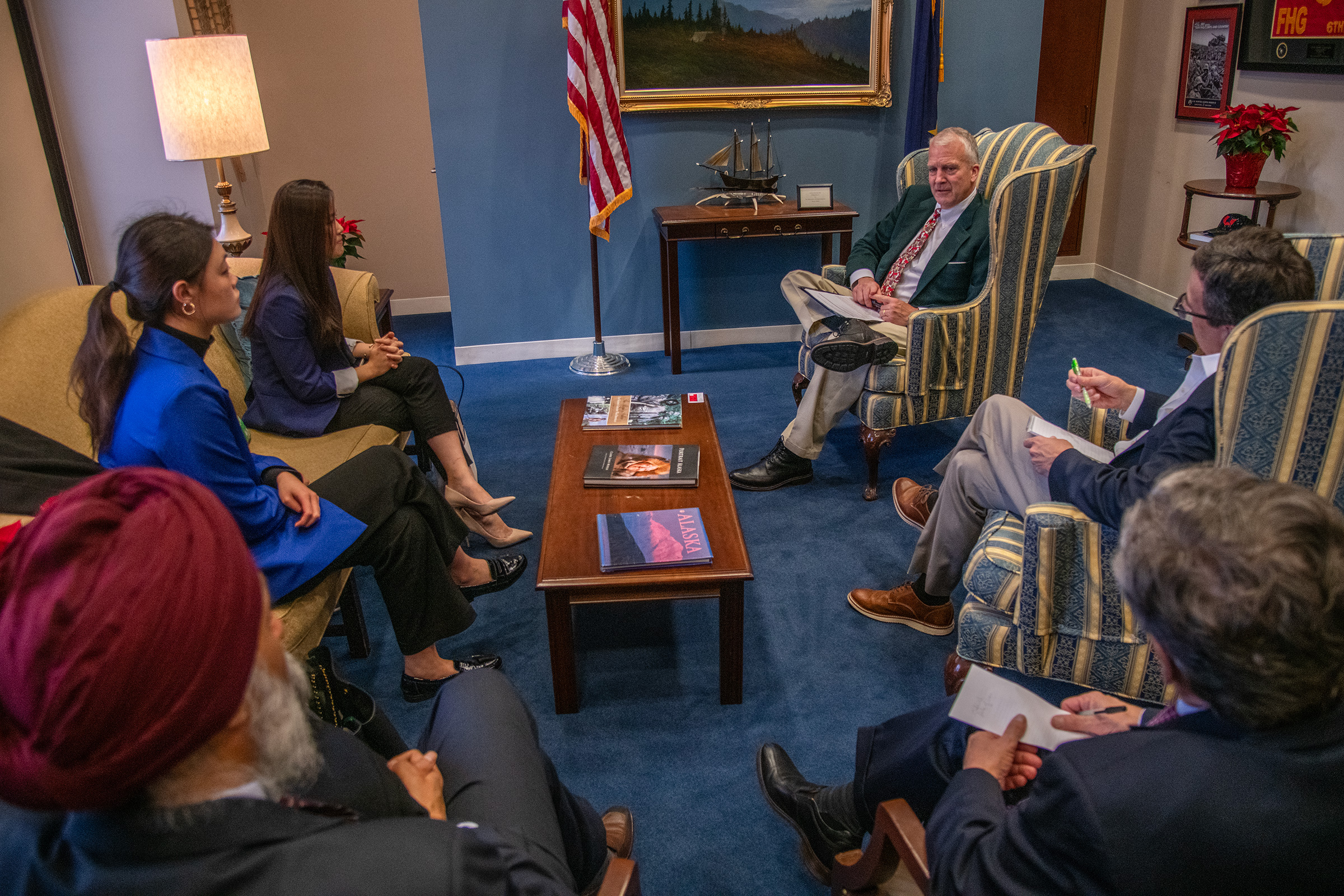
Siu và Frances Hui gặp Thượng nghị sĩ Dan Sullivan (2023)

Đầu tháng 6 năm 2020, cô trở thành cố vấn cho Liên minh Nghị viện về Trung Quốc và cố vấn chính sách cho Hong Kong Watch. Cuối tháng đó, cô thông báo rút khỏi HKIAD sau khi Luật An ninh Quốc gia Hồng Kông được thông qua để tránh làm liên lụy đến người thân và bạn bè do quan điểm chính trị của mình. Cô tuyên bố vẫn sẽ tích cực vận động cho nhân quyền tại Hồng Kông ở mức quốc tế. Vào tháng 9 năm 2020, sau khi chính quyền gia tăng đàn áp các nhà hoạt động dân chủ ở Hồng Kông, cô trốn sang Mỹ, định cư tại Washington, D.C. Sau khi định cư ở Mỹ, Siu tiếp tục ủng hộ và kêu gọi sự chú ý đến các vấn đề nhân quyền ở Hồng Kông, ví dụ như Hồng Kông 12 và Hồng Kông 47. Vào ngày 16 tháng 12 năm 2020, cô làm nhân chứng tại phiên điều trần về Hồng Kông của Ủy ban Thượng viện Hoa Kỳ về Tư pháp.
Vào ngày 17 tháng 10 năm 2021, Siu cùng một sinh viên người Mỹ gốc Tây Tạng và một nhà hoạt động người Mỹ gốc Việt đã phản đối việc tổ chức Thế vận hội Mùa đông 2022 tại Bắc Kinh, Trung Quốc bằng cách giương cờ Tây Tạng và biểu ngữ có khẩu hiệu "Quang phục Hương Cảng, thời đại cách mạng" tại Acropolis trong nghi lễ rước đuốc Olympic. Họ đã bị cảnh sát Hy Lạp bắt giữ. Siu được trả tự do sau 26 giờ giam giữ trong khi hai người còn lại được trả tự do sau 48 giờ. Họ bị buộc tội "cố ý làm ô uế, phá hoại và biến dạng một di tích lịch sử", song một tòa án Hy Lạp đã tuyên họ trắng án với mọi cáo buộc vào ngày 17 tháng 11 năm 2022.
Vào ngày 6 tháng 4 năm 2022, cô phát biểu tại Hội nghị Thượng đỉnh về Nhân quyền và Dân chủ ở Genève, Thụy Sĩ và vào ngày 18 tháng 10 năm 2022, tại Diễn đàn Tự do Oslo ở Đài Loan, cô tuyên bố rằng tình hình của mình là "hãy để cho mọi người biết luật an ninh quốc gia nguy hiểm như thế nào." Vào tháng 12 năm 2023, cảnh sát Hồng Kông treo thưởng 1 triệu đô la Hồng Kông (128.000 USD) cho thông tin dẫn đến việc bắt giữ 5 nhà hoạt động dân chủ nổi bật ở nước ngoài đang bị truy nã vì phạm tội an ninh quốc gia, trong đó có cô. Vì mang quốc tịch Mỹ, cô trở thành công dân Mỹ đầu tiên bị Hồng Kông phát lệnh truy nã theo Luật An ninh Quốc gia Hồng Kông. Đáp lại lệnh bắt, cô phát biểu: "Phản ứng của tôi trước sự hăm dọa của chính quyền Cộng sản Trung Quốc rất ngắn gọn: Tôi sẽ không bao giờ im hơi lặng tiếng, tôi tuyệt đối không bỏ cuộc." Cô thường tham vấn Cục Điều tra Liên bang do bị hăm dọa và quấy rối, lo sợ bị đàn áp xuyên quốc gia sau khi lệnh truy nã được đưa ra.
Tính đến năm 2024, cô là chuyên viên chương trình tại Viện Dân chủ Quốc gia và là thanh tra viên của Hội nghị Tự do Thế giới, một phong trào toàn cầu của các nhà lãnh đạo phe dân chủ.

## Ấn phẩm

### Bài báo
- 5 Steps Joe Biden Should Take to Confront the China Challenge, The Diplomat, 5 December 2020[25]

### Điều trần
- The Assault on Freedom of Expression in Asia - Testimony before the Senate Committee on Foreign Relations Subcommittee on East Asia, the Pacific, and International Cybersecurity, Joey Siu, 20 March 2022[26]